# DVONN
DVONN je abstraktní desková hra pro dva hráče z roku 2001, která je 4. hrou GIPF projektu. Autorem všech her projektu je Kris Burm z Belgie.

## Pravidla

### Herní komponenty
- hrací deska se 49 políčky v 5 řadách (9, 10, 11, 10, 9)
- 23 bílých, 23 černých a 3 neutrální červené (tzv. DVONN-) kameny

### Příprava hry
Hráči si rozdělí barvy (černá a bílá). Každý si vezme všechny kameny své barvy. Bílý si navíc vezme 2 DVONN-kameny, černý 1 DVONN-kámen.
Hra se skládá ze dvou fází:
1. pokládání kamenů;
2. přesunování kamenů.

### Pokládání kamenů
- Jako první pokládá bílý, pak se hráči střídají.
- Každý hráč položí jeden svůj kámen na kterékoli volné pole.
- Napřed hráči pokládají DVONN-kameny, pak až kameny své barvy. To znamená, že jako první položí kámen své barvy černý.
- Tato fáze končí po položení všech kamenů, čímž se zaplní všechna pole. Jako poslední tedy položí kámen bílý.

### Přesunování kamenů
- Jako první je na tahu bílý (ten tedy vykoná dva tahy za sebou – poslední tah v 1. fázi a první tah ve 2. fázi).
- Hráč přesune jeden svůj kámen nebo sloupek kamenů v jednom přímém směru právě o tolik polí, kolik kamenů je ve sloupku. Přeskakovaná pole mohou být obsazená i volná, ale cílové pole musí být obsazeno. Sloupek, který byl přesunut, se položí na vrch sloupku na cílovém poli.
- Sloupek kamenů patří tomu hráči, jehož kámen je na vrcholu.
- Je zakázáno táhnout kamenem nebo sloupkem, který je ze 6 stran obklopen kameny nebo sloupky. Z toho plyne, že v prvním tahu je povoleno táhnout jen kamenem na okraji desky, který nemá 6 sousedních polí.
- DVONN-kameny nepatří nikomu, nelze s nimi tedy táhnout. Lze však táhnout jiným kamenem nebo sloupkem na DVONN-kámen a lze táhnout sloupkem, uvnitř kterého je DVONN-kámen. Z toho plyne, že DVONN-kámen se nikdy nedostane na vrchol sloupku.
- Vznikne-li na desce izolovaná skupina kamenů nebo sloupků, které dohromady neobsahují ani jeden DVONN-kámen, jsou okamžitě všechny tyto kameny odstraněny ze hry.
- Tah je povinný. Nemůže-li hráč táhnout, ztrácí tah bez náhrady.

### Konec hry
Hra končí ve chvíli, kdy ani jeden z hráčů nemůže táhnout. Vítězem je hráč, v jehož sloupcích na desce je dohromady více kamenů. Mají-li oba hráči stejný počet, hra končí remízou.